# Ромеу Пеличијари
Ромеу Пеличијари, такође познат као Ромеу (Жундијаи, 26. март 1911 — Сао Пауло, 15. јул 1971)  био је фудбалер који је играо на позицији нападача.
Са бразилском репрезентацију је учествовао на светском првенству у фудбалу 1938. године, заузео је треће место, одиграо четири утакмице и постигао три гола. Са Леонидасом, Домингосом и Хосеом Перасијем, формирали су један од најбољих тимова са четири нападача 1930-их. 
Умро је у 60. години живота.